# Barbus rubrostigma
Barbus rubrostigma es una especie de peces de la familia de los Cyprinidae en el orden de los Cypriniformes.

## Morfología
Los machos pueden llegar alcanzar los 6,3 cm de longitud total.

## Hábitat
Es un pez de agua dulce.

## Distribución geográfica
Se encuentra en los ríos costeros desde el sur de Camerún hasta la República Democrática del Congo.  